# Manuel Luis Ortega Pichardo
Manuel Luis Ortega Pichardo (Jerez de la Frontera, 21 de noviembre de 1888 - Madrid, 23 de enero de 1943) fue un escritor, periodista, editor y africanista español. Fundador y director de varios periódicos, en su haber también tiene varios libros.

## Biografía
Desde muy joven se inicia en el periodismo, siendo redactor-jefe del periódico local, Diario de Jerez. Con posterioridad fundó una serie de cabeceras de nuevos diarios en la zona: El Noticiero de Jerez, Don Fastidio, Diario de El Puerto y Diario de Sanlúcar. También llegó a ejercer como director del Diario de Jerez y de la publicación España colonizadora.
Fundador de la Editorial Ibero-Africano-Americana, durante su amplia estancia en el norte de Marruecos desarrolló una activa labor como periodista y editor de varios periódicos y revistas, singularmente El Heraldo de Marruecos de Larache. Fue director también de la filosefardita La Revista de la Raza. Instalado posteriormente en Madrid, a mediados de la década de 1920 fundó con el empresario Ignacio Bauer la popular editorial Compañía Ibero-Americana de Publicaciones (CIAP), ostentando el cargo de consejero delegado y director gerente.
Fue vocal de la Liga Africanista.
La Asociación Cultural Cine-Club Jerez ha solicitado al Ayuntamiento la designación de un vial público que lleve su nombre.

## Familia
En 1919 contrajo matrimonio con Julia Pérez Monfortes, de la que enviudó en 1938. Dos años después volvió a contraer matrimonio, con Mery del Olmo.

## Obras
- Frivolidades (Jerez de la Frontera, 1910)
- El amor y la vicaría. Películas de cine (Jerez de la Frontera, 1911)
- La vida que pasa (Jerez de la Frontera, 1916)
- España en Marruecos: el Raisuni (Madrid, 1917)
- Los hebreos en Marruecos (Madrid, 1919)
- El Riff oriental (1919)
- Figuras ibéricas: El doctor Pulido (Madrid, 1922)